# Erromenus alpinator
Erromenus alpinator là một loài tò vò trong họ Ichneumonidae.